# فارم هول

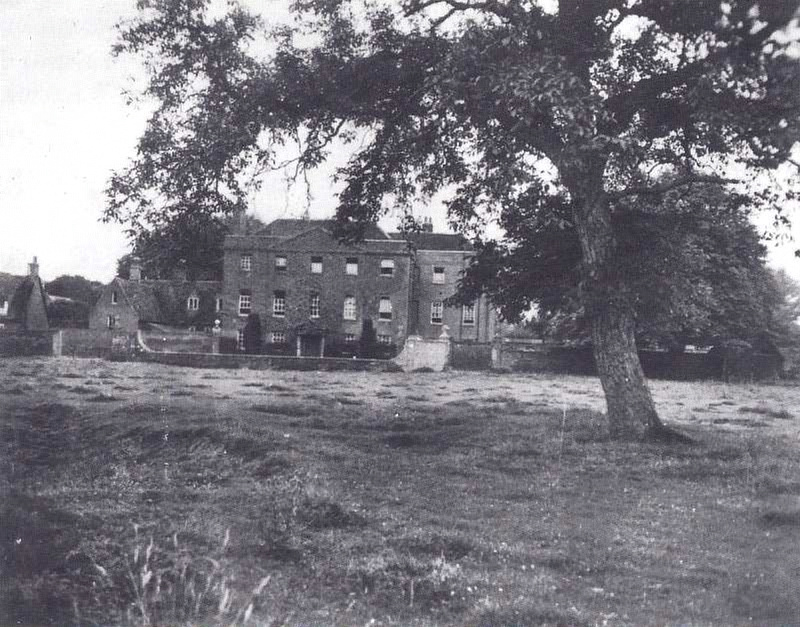
المنزل الريفي فارم هول

فَارم هُول أو قاعة المزرعة (بالإنجليزية: Farm Hall) هو مبنى ريفي إنجليزي يقع بالقرب من قرية جودمانشستر، على بعد حوالي 16 كيلو متر شمال غرب كامبريدج بمقاطعة كامبريدجشير. استخدمته المخابرات البريطانية أثناء الحرب العالمية الثانية لتدريب المخبرين والعملاء. وقد اشتُهر المكان لاحقاً، وبشكل خاص، بسبب عزل عشرة من علماء الفيزياء النووية الألمان الذين احتجزوا هناك من قبل المخابرات البريطانية والأمريكية من 3 يوليو 1945 حتى 3 يناير 1946، في إطار ما عُرف بعملية إبسيلون Operation Epsilon الشهيرة، وقد تم التنصت على محادثاتهم وتسجيلها دون علمهم، وهم:
- إريك باغه
- كورت ديبنر
- فالتر جيرلاخ
- أوتو هان
- بول هارتيك
- فيرنر هايزنبرغ
- كارل فيرتس
- كارل فريدريش فون فايزاكر
- ماكس فون لاو
- هورست كورشينج

## روابط انترنت
- Farm Hall bei Historic England